# Priest (电视剧)
《Priest》（韓語：프리스트），為韓國OCN於2018年11月24日起播出的週末原創剧集，由電影《國家代表2》的金鍾鉉導演與编剧文萬世攜手合作打造的醫療驅魔劇。本劇描寫2018年發生在韓國南部天主教醫院的超現實現象。台灣由KKTV、愛奇藝台灣站自11月25日起每週日、一播出。

## 演員陣容

### 主要人物
| 演員   | 角色   | 介紹 | 粵語配音 |
| 延宇振 | 吳秀旻 | 聖名：彌額爾。 比起言語更在意行動，比起祈禱更重視實踐！個性豁達、懷抱強烈責任感，是不被承認的驅魔團體634鳳凰會所屬的驅魔師。 孩提時光在教堂度過，信任並追隨如同父親般存在的文神父，長大後進入了神學院，接受文神父的指導成為一名驅魔司祭。 作為一名司祭，秀旻認為人生的答案就是天主，在任何邪惡的面前，充分展現他絕不退縮的魄力，得天獨厚的才能、彷彿是為了成為驅魔師才誕生，雖然將驅魔視為自己的使命，但在結識咸恩皓之後，才察覺自己的人生裡隱藏了很多的秘密。為了成為神父自願接受催眠而失憶。 | 黃尉斯   |
| 鄭柔美 | 咸恩皓 | 急診醫學科醫師。 是南部天主教醫院的急診醫學科王牌。 以冷靜的判斷和嫻熟的技巧自豪的，即使在手術室裡可以不帶一絲情感、如同機械般行動，但在手術室外卻是直到最後一刻都對患者負責、充滿人情味的醫師。 因為孩提時期某個和家人有關事件，讓她從此不再相信神的存在，在不甚充裕的環境下，憑藉想要救人的信念、拼了命努力後，終於成為一名醫師，認為這個世界上只要努力沒有辦不到的事、也沒有科學解釋不了的事。八年前被附魔而導致失憶。                                                                      | 顧詠雪   |
| 朴埇佑 | 文基善 | 聖名：伯多祿。 634鳳凰會的創團成員、也是吳秀旻的導師。從輔佐神父時期，就特別照顧秀旻。 與普通人可能一輩子都不敢看一眼的黑暗和暴力的存在對抗，擁有超人般堅定的信念和責任感，是個慎重且深沈的人物。絕不輕易袒露內心的晦暗，即使處在絕望之中，也能以幽默來找回他的從容。 | 張振熙   |

### 急診醫學科成員
| 演員   | 角色   | 介紹 | 粵語配音 |
| 張姬領 | 金宥利 | 南部天主教醫院的急診醫學科第二年研究醫師。 出身醫師世家的她，為了不辜負父母的期望，努力地成長為一名優秀的醫師，雖然具備在各方面都毫不遜色的條件，但在被稱為急診醫學科王牌的恩皓面前仍感到自卑。 |          |
| 姜京憲 | 車善英 | 南部天主教醫院的護理長。 無論什麼時候都面帶笑容，恩皓的室友，也是恩皓唯一能依賴的人。 | 鄭家蕙   |
| 張正淵 | 趙亨來 | 南部天主教醫院的急診醫學科第四年住院醫師。 個性穩重溫順，和討厭恩皓的後輩們不同，對恩皓十分友好。                                                                                               |          |
| 張元亨 | 張元碩 | 南部天主教醫院的急診醫學科第三年住院醫師。 對身為女性、又非急診醫學科出身，卻被奉為急診中心王牌的恩皓心懷不滿、處處找她麻煩，進而引發了大大小小的事件。                                         | 伍博民   |
| 朴貞媛 | 宋微笑 | 南部天主教醫院的急診醫學科第二年住院醫師。 視恩皓為偶像，雖然實力平平、但始終努力不懈。 | 植婉雯   |
| 金廣植 | 薛賢   | 南部天主教醫院急診中心的中心長。 重視規則和名譽，在強者面前搖尾乞憐、在弱者面前耀武揚威，和恩皓是對立的關係。                                                                                   |          |

### 驅魔團體634鳳凰會成員
| 演員   | 角色   | 介紹 | 粵語配音 |
| 孫鐘鶴 | 具道均 | 聖名：斯特凡諾斯。 窮極一生忙於搜查、屆退的熱血刑警，因為和家人有關的某個事件，開始接觸驅魔，而後成為不被承認的驅魔團體634鳳凰會成員。利用刑警職權之便，獲取附魔者的相關情報，負責警戒驅魔儀式現場，是令該團體不被曝光的重要人物。                                                                           | 李家傑   |
| 吳妍雅 | 申美妍 | 畫廊老闆。 運營相當於634鳳凰會總部的畫廊。像是對待家人般照顧著 634 鳳凰會的成員們，扮演從海外進口驅魔所需要的裝備和聖物的角色。過去曾得到文神父的幫助，因此得以展開全新的人生。在那之後，便對文神父懷抱超過神職人員、更深的感情。                                                                            | 王慧珠   |
| 刘飞   | 鄭容弼 | 634鳳凰會總部的司機。 具備天才般的駕駛實力、擁有緊急醫療救護資格並負責駕駛救護車。負責確認和維持附魔者在驅魔儀式前後的基本生命狀態， 並在驅魔儀式結束後將附魔者送醫，扮演 634 鳳凰會中 119 的角色。以覺得很帥為理由，而想成為驅魔司祭的不著邊際的老么。在吳秀旻的夢中，他運送箱子途中被下咒,然後被惡魔殺死。 | 劉達斌   |
| 李英碩 | 郭基榮 | 634鳳凰會總部的管理者，聖名：斯德望。 對秘密運營的634鳳凰會進行監督，也是負責和教皇廳聯絡與驅魔相關事項的人物。 | 李家傑   |
| 文淑   | 李海旻 | 634鳳凰會的創團成員。 頗富盛名的修女，雖然世人都稱呼她為東方的聖女，在吳秀旻的夢中她是惡魔的司祭。 | 鄭家蕙   |

### 其他演出
| 演員   | 角色   | 介紹                                                                                                   | 出演集數     | 粵語配音 |
| 朴旻洙 | 金宇柱 | 被惡魔附身的孩子。                                                                                     | 1～3、14     | 鄭家蕙   |
| 李娜拉 |        | 宇柱的媽媽                                                                                             | 1、2         | 羅婉楓   |
| 崔惟理 | 車英真 | 車善英的女兒，個性活潑調皮。                                                                           | 5            |          |
| 車敏智 | 張景嵐 | 在她還很小的時候，父親就死了。好不容易才成為警察，個性熱情、總能為身邊的人帶來活力。最後在事故中死亡。 | 3～6         | 鄭家蕙   |
| 延濟旭 | 徐在文 | 在修民的夢境裡是南部天主教醫院助理護士，現實中是李海旻修女的隨行司祭                                   | 5～7、15、16 |          |
| 金弘國 | 薩麥爾 | 惡魔                                                                                                   |              |          |
| 楊祖兒 | 宋護士 | 病房護理師                                                                                             | 5、6、14     |          |

### 特別演出
| 演員   | 角色   | 介紹                                                                                                | 出演集數 | 粵語配音 |
| 姜申哲 |        | 吳秀旻的父親。                                                                                      | 1、3、9  | 伍博民   |
| 裴正花 |        | 吳秀旻的母親，多年前因為被丈夫阻止除魔而死亡。                                                      | 1、3、9  |          |
| 全鎮基 | 鄭行瑞 | 聖名：依納爵 前職神父，因面對惡靈時處理不當，惡魔以傷害孩童來誣告神父，最後神父自殺。曾經想放出惡魔 | 1～2、9  |          |
| 李東河 | 鄭泰賢 | 南部天主教醫院精神健康醫學科醫師，恩皓的前輩。                                                      | 2、5～9  | 伍博民   |
| 池一株 | 金俊鎬 | 演員。經歷多年的無名時期，直到近期才廣為人知，卻不幸遭遇車禍導致下半身麻痺。                        | 13、14   |          |
| 鄭石勇 | 教授   | 歷史古物復原學者                                                                                    | 7        |          |

## 原聲帶
- Part. 1（發行日期：2018 年 12 月 15 日）

| 曲序 | 曲目            | 演唱 | 时长 |
| ---- | --------------- | ---- | ---- |
| 1.   | Wake Me         | NieN | 3:42 |
| 2.   | Wake Me (Inst.) |      | 3:42 |

- Part. 2（發行日期：2019 年 1 月 5 日）

| 曲序 | 曲目             | 演唱   | 时长 |
| ---- | ---------------- | ------ | ---- |
| 1.   | Light Me         | 李藝浚 | 4:06 |
| 2.   | Light Me (Inst.) |        | 4:06 |

## 收視率
| 集數       | 播出日期   | AGB收視率        | AGB收視率      |
| 集數       | 播出日期   | 大韓民國（全國） | 首爾（首都圈） |
| ---------- | ---------- | ---------------- | -------------- |
| 1          | 2018/11/24 | 1.862%           | 2.237%         |
| 2          | 2018/11/25 | 2.487%           | 3.220%         |
| 3          | 2018/12/01 | 2.019%           | 2.178%         |
| 4          | 2018/12/02 | 2.411%           | 3.046%         |
| 5          | 2018/12/08 | 1.889%           | 2.308%         |
| 6          | 2018/12/09 | 2.278%           | 3.011%         |
| 7          | 2018/12/15 | 1.726%           | 1.927%         |
| 8          | 2018/12/16 | 2.003%           | 2.619%         |
| 9          | 2018/12/22 | 1.416%           | 2.038%         |
| 10         | 2018/12/23 | 1.902%           | 2.479%         |
| 11         | 2019/01/05 | 1.362%           | 1.654%         |
| 12         | 2019/01/06 | 1.876%           | 2.754%         |
| 13         | 2019/01/12 | 1.637%           | 2.270%         |
| 14         | 2019/01/13 | 2.244%           | 3.085%         |
| 15         | 2019/01/19 | 1.413%           | 1.633%         |
| 16         | 2019/01/20 | 2.072%           | 2.697%         |
| 平均收視率 | 平均收視率 | 1.912%           | 2.447%         |

- 收視最低的集數以藍色表示，收視最高的集數以紅色表示，而空格則表示該集的收視沒有相關數據。

### 引由
1. ↑  . joins. 2018-07-03  [2018-09-04]. （原始内容存档于2018-09-03） （韩语）.
2. ↑  JiaJia. . 韓星網. 2018-09-22  [2018-09-23]. （原始内容存档于2018-09-23） （中文（臺灣））.
3. ↑   [每日收視數據表] (AGB).   [2018-09-03]. （原始内容存档于2016-06-01） （韩语）.
4. ↑  包子_昕. . 韓星網. 2018-12-30  [2019-01-07]. （原始内容存档于2019-01-04）.（繁體中文）

## 外部連結
- OCN官方網站（页面存档备份，存于）
- 香港有線電視官方網站 （页面存档备份，存于）（繁體中文）

| OCN Original Series                      | OCN Original Series                      | OCN Original Series |
| ---------------------------------------- | ---------------------------------------- | ------------------- |
|                                          | Priest （2018年11月24日－2019年1月20日） |                     |
| Player （2018年9月29日－2018年11月11日） | 圈套 （2019年2月9日－2019年3月3日）      |                     |

| 香港 有線綜合娛樂台 星期一至五 22:30 - 23:30                        | 香港 有線綜合娛樂台 星期一至五 22:30 - 23:30   | 香港 有線綜合娛樂台 星期一至五 22:30 - 23:30 |
| ------------------------------------------------------------------- | ---------------------------------------------- | -------------------------------------------- |
|                                                                     | 驅魔神醫 （2020年3月20日 - 2020年4月17日）     |                                              |
| 她的私生活 （2020年2月17日 - 2020年3月19日）                        | 請輸入關鍵詞 （2020年4月20日 - 2020年5月22日） |                                              |
| 香港 香港開電視 星期二至六 01:30 - 02:30 · 4月2日至6日及8日暫停播映 |                                                |                                              |
| 暴瘋刑警2 （2021年2月23日 - 2021年3月25日）                         | 驅魔神醫 （2021年3月26日 - 2021年4月29日）     | 有品位的她 （2021年4月30日 - 2021年6月5日）  |